# Telothyria fimbricura
Telothyria fimbricura är en tvåvingeart som först beskrevs av Wulp 1890.  Telothyria fimbricura ingår i släktet Telothyria och familjen parasitflugor. Inga underarter finns listade i Catalogue of Life.